# Ropica unicolor
Ropica unicolor är en skalbaggsart som beskrevs av Stefan von Breuning 1939. Ropica unicolor ingår i släktet Ropica och familjen långhorningar.
Artens utbredningsområde är Sulawesi. Inga underarter finns listade i Catalogue of Life.